# 인톨러런스 (영화)
인톨러런스(Intolerance)는 1916년에 개봉한 D. W. 그리피스 감독의 장편 서사 영화이다.

## 줄거리
이 영화는 인류의 끊임없는 불관용을 보여주기 위해 절정에 다다를수록 빈번하게 교차 편집되는 네 개의 독립적이면서도 평행한 이야기로 구성되어 있다. 시간대는 약 2,500년에 걸쳐 있다.
1. 고대 "바빌로니아" 이야기 (기원전 539년)는 바빌론의 벨사살 왕자와 페르시아의 키루스 2세 사이의 갈등을 묘사한다. 바빌론의 멸망은 두 라이벌 바빌론 신들인 벨-마르두크와 이슈타르 숭배자들 간의 갈등에서 비롯된 불관용의 결과이다.
2. 성경 "유대" 이야기 (서기 27년경)는 가나의 혼인잔치와 예수와 간음한 여인 이후 불관용이 예수의 십자가형으로 이어진 과정을 다룬다. 이 부분은 네 가지 이야기 중 가장 짧다.
3. 르네상스 "프랑스" 이야기 (1572년)는 가톨릭 발루아가 왕실에 의해 선동된 개신교 위그노들의 성 바르톨로메오 축일의 학살을 초래한 종교적 불관용을 이야기한다.
4. 미국 "현대" 이야기 (1914년경)는 범죄, 도덕적 청교도주의, 그리고 무자비한 자본가와 파업 노동자들 사이의 갈등이 어떻게 소외된 미국인들의 삶을 망가뜨리는지 보여준다. 독신인 여동생의 자선 단체를 위해 더 많은 돈을 벌기 위해 한 공장주는 노동자들의 임금을 10% 삭감하라고 명령한다. 이어진 노동자 파업은 진압되고 소년과 사랑하는 여인은 다른 도시로 향한다. 그녀는 가난하게 살고 그는 범죄에 빠져든다. 그들이 결혼한 후, 그는 범죄에서 벗어나려 하지만 전직 상사에게 도둑으로 몰린다. 그가 감옥에 있는 동안, 그의 아내는 파업을 선동했던 "도덕 향상 협회"에 의해 아이를 빼앗기는 고통을 겪어야 한다. 감옥에서 풀려난 그는 전직 상사가 아내를 강간하려 하는 것을 발견한다. 몸싸움이 시작되고 혼란 속에서 상사의 여자친구가 상사를 총으로 쏴 죽인다. 그녀는 도망치고 소년은 유죄 판결을 받아 교수형을 선고받는다. 친절한 경찰관이 사랑하는 여인이 진짜 살인범을 찾는 것을 돕고, 함께 그들은 개과천선한 남편이 교수형을 당하지 않도록 제시간에 주지사에게 닿으려 한다.

서로 다른 시대 사이의 전환은 어머니가 요람을 흔드는 상징적인 이미지로 표시되며, 이는 세대의 흐름을 나타낸다. 영화는 광대한 공간과 시간의 간격을 넘나들며 이 부분들을 동시에 교차 편집하고 엮어내며, 50번 이상의 장면 전환이 이루어진다. 영화의 특이한 점 중 하나는 많은 등장인물들이 이름이 없다는 것이다. 그리피스는 그들이 인간 유형의 엠블럼이 되기를 바랐다. 따라서 현대 이야기의 중심 여성 캐릭터는 사랑하는 여인(The Dear One)으로, 그녀의 젊은 남편은 소년(The Boy)으로, 지역 마피아의 리더는 슬럼의 총사(The Musketeer of the Slums)로 불린다. 비평가와 영화 이론가들은 이러한 이름이 《국가의 탄생》에서 "작은 대령(The Little Colonel)"과 같은 이름으로 이미 암시되었던 그리피스의 감상주의를 드러낸다고 주장한다.

## 출연

### 주연
- 매 마쉬
- 로버트 해론

### 조연
- F.A. 터너
- 샘 드 그레이즈
- 베라 루이스
- 월터 롱
- 톰 윌슨
- 로이드 잉그래엄
- 도리 데이비슨
- 몬트 블루
- 에드워드 딜론
- 릴리언 랭던
- 올가 그레이
- 베시 러브
- 조지 월쉬
- W.S. 밴 다이크
- 유진 팔렛
- 스포티스우드 앳킨
- 앨런 시어스
- 조셉 헨너베리
- 챈들러 하우스
- 칼 스톡데일
- 툴리 마샬
- 릴리안 기쉬
- 실비아 아쉬톤
- 조지 버레인저
- 프랭크 보제이즈
- 키티 브래드버리
- 토드 브라우닝
- 칼 브라운
- 데이빗 버틀러
- 프랭크 캠포
- 콘스탄스 콜리어
- 버지니아 리 코빈
- 지노 카라도
- 잭 코스그레이브
- 도널드 크리스프
- 맥스 데이비슨
- 나이젤 드 브룰리어
- 더글러스 페어뱅스
- 클라렌스 길다트
- 밀드레드 해리스
- 델 헨더슨
- 러셀 힉스
- 노블 존슨

## 기타
- 미술: D.W. 그리피스
- 의상: D.W. 그리피스